# 原田宗介
原田 宗介（はらだ むねすけ、嘉永元年〈1848年〉9月 - 明治42年〈1909年〉9月29日）は、明治の軍人。元薩摩藩士。海軍兵学寮卒。海軍大技監、海軍造兵総監などを歴任した。

## 生涯
嘉永元年（1848年）9月、薩摩に生まれた。その後、来日した英国軍楽隊長・ジョン・ウィリアム・フェントンの接遇係の一人となった。
明治4年（1871年）にイギリスに留学して海軍技術を学び、明治10年（1877年）に帰国した。明治19年（1886年）、海軍大臣・西郷従道の欧米視察に随行し、明治33年（1900年）に海軍造兵総監となった。
明治42年（1909年）9月29日に死去した。享年62。

## 日本国歌『君が代』との関係
明治2年（1869年）7月、英国王子が来日する際に、各藩から英語に堪能な人間が選ばれ、薩摩藩からは原田、静岡藩から乙骨太郎乙が接待係に任命された。
準備が進んでいる中、フェントンから「儀式の中で日英両国の国歌を演奏する必要があるが、日本の国歌はいかなるものか」という問い合わせがあった。この時、日本には国歌が存在していなかったため、これについて川村純義に指示を仰いだが、川村は「総て任せてあるのだから手落ちないように処遇せよ」と丸投げした。
原田は乙骨と相談し、江戸時代の毎年元旦に大奥で施行されていた「おさざれ石」の儀式で唄われていた歌に「君が代は千代に八千代にさざれ石のいはほとなりて苔のむすまで」という歌詞があり、琵琶歌中の蓬莱山という古歌にも同じ歌詞があるということで、これを歌詞に決めた。メロディーは、原田が蓬莱山を歌ったのをフェントンが聴き、採譜した。
ただし、『君が代』の誕生については諸説ある。